# Shokir Muminov
Shokir Muminov (ur. 17 lutego 1983) – uzbecki judoka. Olimpijczyk z Pekinu 2008, gdzie zajął dziewiąte miejsce w lekkiej.
Zajął 33. miejsce na mistrzostwach świata w 2010; uczestnik zawodów w 2007 i 2009. Brązowy medalista igrzysk azjatyckich w 2006, a także mistrzostw Azji w 2003, 2007 i 2009. Srebrny medalista igrzysk centralnej Azji w 2003 roku.

## Letnie Igrzyska Olimpijskie 2008
| Konkurencja | Eliminacje            | Eliminacje           | Repasaże                | Repasaże                  | Klas. końcowa |
| Konkurencja | Przeciwnik I          | Przeciwnik II        | Przeciwnik I            | Przeciwnik II             | Miejsce       |
| ----------- | --------------------- | -------------------- | ----------------------- | ------------------------- | ------------- |
| 73 kg       | Jaromír Ježek (CZE) Z | Wang Ki-chun (KOR) P | Rinat Ibragimow (KAZ) Z | Leandro Guilheiro (BRA) P | 9.            |